# Хабаровский краевой музей имени Н. И. Гродекова
Хаба́ровский краево́й музе́й и́мени Никола́я Ива́новича Гроде́кова (Гродековский музей) — краеведческий музей в городе Хабаровске. Основан в 1894 году. Собрание насчитывает около 500 тысяч единиц хранения; в числе коллекций — археологическая, историко-бытовая, естественнонаучная, этнографическая, изобразительная и др.

## История музея
Хабаровский краеведческий музей основан 19 апреля [1 мая] 1894 года при Приамурском отделе Императорского Русского географического общества.
Основатель музея — основатель-директор Василий Николаевич Радаков — тайный советник, военно-медицинский инспектор Приамурского округа, доктор медицины; покровитель — Николай Иванович Гродеков.
В 1902 году музею присвоено имя Приамурского генерал-губернатора Н. И. Гродекова, который вложил в создание и организацию работы музея много сил и личных средств.
К 1975 году построен второй корпус с залом для панорамы «Волочаевская битва» — одной из пяти панорам в России (наряду с панорамой «Оборона Севастополя 1854—1855 гг.», панорамой «Бородинская битва», панорамой «Сталинградская битва» и панорамой «Маёвка на Талке (Иваново-Вознесенск)»).
В 1981—1992 гг. работал Дальневосточный литературный музей.
В 1994 году (в год столетия) музею возвращено имя Гродекова.
В 1998 году был открыт музей археологии.
В 2000 году Хабаровский краевой музей имени Н. И. Гродекова стал победителем конкурса «Окно в Россию» и был объявлен «Музеем года» среди провинциальных музеев Российской Федерации.
В 2008 году построен третий корпус, в котором разместилась фондохранилище, детский музей, выставочный зал, экспозиция амурских рыб и скелет финвала.
С 1977 года по 2007 год в Хабаровске по ул. Ленина, 15 работал геологический музей, вся его коллекция (2388 образцов) передана в краевой музей. Среди экспонатов — образцы лунного грунта, минералы Дальнего Востока. Здание после реконструкции передано правительству Хабаровского края, там значилось краевое автономное учреждение «Институт развития Дальнего Востока» (КАУ ИРДВ), КГБУ «Агентство регионального развития», ООО ПКФ «Спецкомплект» (закрыты в 2017 г.).

### Руководство музея
В разные годы музей возглавляли:
- Радаков, Василий Николаевич — основатель-директор с 1894—1895 гг., тайный советник, военно-медицинский инспектор Приамурского округа, доктор медицины.
- Маргаритов Василий Петрович — в 1895—1897 гг., действительный статский советник, окружной инспектор училищ Приамурского края, математик и краевед.
- Русанов, Александр Николаевич — в 1909—1910 гг. — педагог, общественный деятель, депутат Государственной думы IV созыва от Приморской области, комиссар Временного правительства по Дальнему Востоку, член правительства Дербера-Лаврова, эмигрант, основатель и директор русского реального училища в Шанхае.
- Арсеньев, Владимир Клавдиевич — с 1910 по 1919 и с 1924 по 1925 гг. — подполковник, исследователь Дальнего Востока, этнограф, археолог, писатель.
- Липский, Альберт Николаевич — с 1920 по 1921 год, с 1 августа — 26 сентября 1935 г. — советский этнограф и археолог, участник Первой мировой войны, агент ГПУ-ОГПУ (1922—1930), штатный сотрудник ОГПУ-НКВД (1930—1935).
- Сысоев, Всеволод Петрович — с 1960 по 1972 год — краевед, дальневосточный писатель, декан географического факультета Хабаровского пединститута.
- Рубан Николай Иванович — с 1994 по 2018 год — кандидат исторических наук, заслуженный работник культуры Российской Федерации.

С 2019 года генеральным директором музея является Иван Владимирович Крюков.

## Экспозиции и выставки

### Выставки
- «Дальний Восток России эпохи Столыпина»
- «Этнографические тропы»
- «Город. Страна. Река.»
- «Дневные бабочки мира»
- «Холодное и огнестрельное оружие XVII—XIX вв.»
- «Сделано с любовью» (авторские работы художника Оксаны Пчелиной)
- «Работа особого назначения» (о Государственной службе пожарного надзора)
- «Дальний Восток на исторических картах»
- «Жизнь моя, кинематограф, чёрно-белое кино!»
- «Государственные символы России и территориальная символика Дальнего Востока» (XVII—XIX вв.)
- «Губернаторы Приамурья»
- «На долю Арсеньева выпало счастье сделать богаче наш мир»
- «Дальний Восток России на почтовых открытках начала XX в.».
- «Трудами вашими — здесь Россия» (к 200-летию со дня рождения Н. Н. Муравьёва-Амурского)
- «Казаки — защитники отечества»
- «Дальневосточный финал Второй мировой войны»
- «Непобеждённые»
- «Простая летопись страданий. Репрессии деятелей культуры и искусства».
- «Четыре чемодана искусства»

### Экспозиции
- Гражданская война на Дальнем Востоке
- Далёкое прошлое Приамурья
- Детский музей
- История освоения Россией Приамурского края
- История Русской Православной Церкви на Дальнем Востоке
- Культура коренных народов
- Магия первобытного очага
- Музей Амура
- Панорама «Волочаевская битва»
- Природа Хабаровского края
- Экспозиция под открытым небом

### Коллекции
В фондах музея хранятся большие естественно-научные, энтомологические, этнографические, археологические коллекции; собраны редкие книги, ордена и медали, монеты, бумажные банкноты, предметы техники и быта.

### 3D-панорамы
- Древний мир края
- Рыбы и животный мир Дальневосточного края
- Птицы и рептилии края
- Животный мир и культура края
- Животный мир
- Жилища и наследие предков
- Культура и наследие

## Некоторые экспонаты музея
- Подступы к музею «охраняет» артиллерийская батарея XIX века. Наиболее интересные орудия — крепостная мортира Верхне-Туринского завода (1855 год), крепостная пушка «Шпандау-1860 № 23» и крепостное казнозарядное орудие Круппа № 92 (1884). Самая старая в коллекции — пушка 1803 года (Екатеринбург).
- Скелет Стеллеровой коровы (1897—1898 годы).
- Скелет финвала, длина скелета 20 метров. Подарен музею владельцем одной из первых дальневосточных китобойных флотилий графом Генрихом Гуговичем Кайзерлингом. Первоначально скелет экспонировался в сарае, а затем на улице под навесом. Гродеков распорядился на монтажные работы

…ассигновать не более тысячи рублей. Поменьше заботиться о сохранении костяка, ибо даже ничем не прикрытый он просуществует 30 лет, а затем можно доставить свежий.— Из путеводителя по музею.
. В новом третьем корпусе для отреставрированного костяка кита была построена застеклённая галерея с микроклиматом, скелет стал доступен осмотру и из парковой зоны музея.
- Фрагменты Сихотэ-Алинского метеорита.
- Трактор СХТЗ 15/30, работавший в леспромхозах Вяземского района.
- Каменная черепаха — надгробие чжурчжэньского полководца Эсыкуя (кит. упр. 阿思魁, пиньинь Asikui, палл. Асыкуй; 1080—1136), доставлена в Хабаровск в 1896 году, установлена перед музеем в 1900 г. Рядом с черепахой — пара антропоморфных каменных статуй.
- Гимназист Ульянов, девушка с веслом, женщина с ребёнком, Калинин, авиамоделисты, пионеры и другие хорошо знакомые старшему поколению хабаровчан городские скульпторы теперь представлены в музее.
- Лодки коренных малочисленных народов Дальнего Востока — нанайские оморочки и удэгейский бат.

## Музей археологии
Музей археологии открыт в 1998 году, экспонаты и выставки перенесены из главного корпуса. До 1990-х годов в здании дореволюционной постройки размещался музей комсомольской славы Хабаровского краевого комитета ВЛКСМ.
Перед зданием музея находятся бетонные муляжи петроглифов Сикачи-Аляна, пара антропоморфных парных статуй и «Почётный памятник целомудрию и верности супруги покойного Господина Бао Юнчуня из корпуса Окаймлённого Жёлтого знамени ханьской армии» (1885 год). Доставлен в музей Н. И. Гродековым в 1899 году.

## Дальневосточный литературный музей
До 1992 года работал Дальневосточный литературный музей (литературный отдел Хабаровского краевого музея), в Хабаровске, по ул. Тургенева, 69 (открыт 24 декабря 1981 года — в день 80-летия со дня рождения Александра Фадеева — одного из основателей Дальневосточной писательской организации).
Музейная коллекция насчитывала до 40 тыс. экспонатов основного фонда.
Экспозиция была разобрана в 1992 году, здание сдали в аренду.
26 ноября 1993 года расторгнув один договор с компанией «Н-Стар ЛТД» (от 15 января 1993 года), заключили новый — с американской фирмой «Глобал — Виллиндж Трейдинг». Условия: 99 лет аренды здания за $300 тыс., предназначенных на проектирование и строительство пристройки к краеведческому музею. Охранно-арендный договор № 145/2477 был расторгнут 03.08.2006 г., сама фирма ликвидирована, но музей так и не восстановлен.
«В настоящее время Гродековский музей не нуждается в дополнительных площадях для экспонирования предметов литературной коллекции», — признался сам директор музея Николай Рубан.
Здание по ул. Тургенева, 69 (общей площадью 372,5 м²) «временно передано на основании договоров безвозмездного пользования общественным организациям: некоммерческой организации „Уссурийское войсковое казачье общество“ и региональному объединению работодателей „Союз работодателей Хабаровского края“…».

## Филиалы музея в Хабаровском крае
В разные годы филиалами Гродековского музея являлись этнографический музей в селе Сикачи-Алян, Охотский краеведческий музей имени Е. Ф. Морокова. С 1961 по 1991 год памятник «Волочаевский бой» в селе Волочаевка-1 был филиалом Хабаровского краеведческого музея, передан в ведение министерства культуры Еврейской автономной области. В настоящее время Хабаровский краевой музей имени Н. И. Гродекова филиалов не имеет.
Являясь краеведческим и аккредитованным региональным научно-исследовательским учреждением, Гродековский музей является культурно-образовательным и методическим центром для муниципальных музеев Хабаровского края, среди которых:
- Советско-Гаванский районный краеведческий музей (г. Советская Гавань)
- Чегдомынский районный краеведческий музей (пос. Чегдомын)
- Бикинский краеведческий музей (г. Бикин)
- Вяземский краеведческий музей (г. Вяземский)
- Краеведческий музей им. Полины Осипенко (село имени Полины Осипенко)
- Краеведческий музей района им. Лазо (пос. Переяславка)
- Амурский городской краеведческий музей (г. Амурск)
- Межпоселенческий краеведческий музей им. В. Е. Розова Николаевского муниципального района (г. Николаевск-на-Амуре)
- Этнографический музей в селе Сикачи-Алян

Структурными подразделениями ХКМ им. Н. И. Гродекова сегодня являются Музей археологии и музейно-культурный центр «Амурский утёс» (в настоящее время на реэкспозиции). Вопреки распространённому мнению, музей археологии в настоящее время не носит имя А. П. Окладникова.

### Организации-партнёры
- Сахалинский государственный областной краеведческий музей[16]
- Приморский государственный объединённый музей имени В. К. Арсеньева[17]
- Музейно-выставочный центр «Находка»[18]
- Ассоциация музеев «Хоккайдо» (Япония)

## Публикации
Музей регулярно издаёт сборник «Записки Гродековского музея» и «Гродековские чтения» (вторые, третьи, четвёртые) — материалы Межрегиональной научно-практической конференции «Приамурье в историко-культурном и естественно-научном контексте России» Гл. ред. Н. И. Дубинина. — Хабаровск.
- Библиография: издано Гродековским музеем. (недоступная ссылка)
- Библиография: издано о музее. (недоступная ссылка)

## Основные направления научных исследований
- Культурология и музеология
- Культурная жизнь Дальнего Востока России XIX — нач. XX вв.
- Этнография народов Дальнего Востока
- Археология
- Естественные науки[19]

## Близкорасположенные к музею достопримечательности Хабаровска
- Памятник Муравьёву-Амурскому. Дом караула при памятнике является одним из зданий краеведческого музея.
- Краевой парк имени графа Н. Н. Муравьёва-Амурского и набережная адмирала Г. И. Невельского.
- Памятник капитану Дьяченко, основателю Хабаровска.
- Стадион имени Ленина — крупнейший спортивно-парковый комплекс Хабаровска.
- Дальневосточная государственная академия физической культуры.
- Иннокентьевский храм — первая каменная церковь Хабаровска, в 1960-е — 1990-е годы в здании размещался Хабаровский планетарий.
- Дальневосточный художественный музей и краевая филармония.
- Военно-исторический музей Восточного (Дальневосточного) военного округа.
- Дом офицеров Восточного военного округа.
- Управление Амурского речного пароходства.
- Комсомольская площадь с памятником «Героям Гражданской войны на Дальнем Востоке» (скульптор Файдыш-Крандиевский).
- Соборная площадь с Успенским собором.
- Стела «Город воинской славы» — в 2014 г. начато строительство рядом с Успенским собором.
- Памятник на месте проведения митинга после беспосадочного перелёта Москва — остров Удд (встреча экипажа Чкалов, Байдуков и Беляков).